# Ponte di Arta
Il ponte di Arta (in greco Το γιοφύρι της Άρτας To giofýri tis Ártas) è un ponte in pietra che attraversa il fiume Arachthos (Αράχθος) nelle vicinanze della città di Arta (Άρτα) in Grecia. Il ponte divenne famoso per la omonima ballata folcloristica centrata sul sacrificio umano dalla quale sono emersi proverbi greci ed espressioni tipiche associate agli interminabili ritardi espressi nella ballata: "Tutto il giorno a costruirlo, e di notte collassava".

## Storia
Stando al cronista dell'Epiro Panayiotis Aravantinos, il ponte fu costruito ai tempi degli antichi romani, mentre secondo alcune tradizioni fu costruito quando Arta divenne la capitale del Despotato di Epiro, possibilmente sotto Michele II Ducas (1230-1271).  Altre date di costruzione plausibili variano dal 1602 al 1606.

## Ballata popolare
γιοφύρι εθεμέλιωναν στης Άρτας το ποτάμι.
Ολημερίς το χτίζανε, το βράδυ εγκρεμιζόταν.
Μοιρολογιούν οι μάστοροι και κλαιν οι μαθητάδες:
"Αλοίμονο στούς κόπους μας, κρίμα στις δούλεψές μας,
ολημερίς να χτίζουμε το βράδυ να γκρεμιέται."»

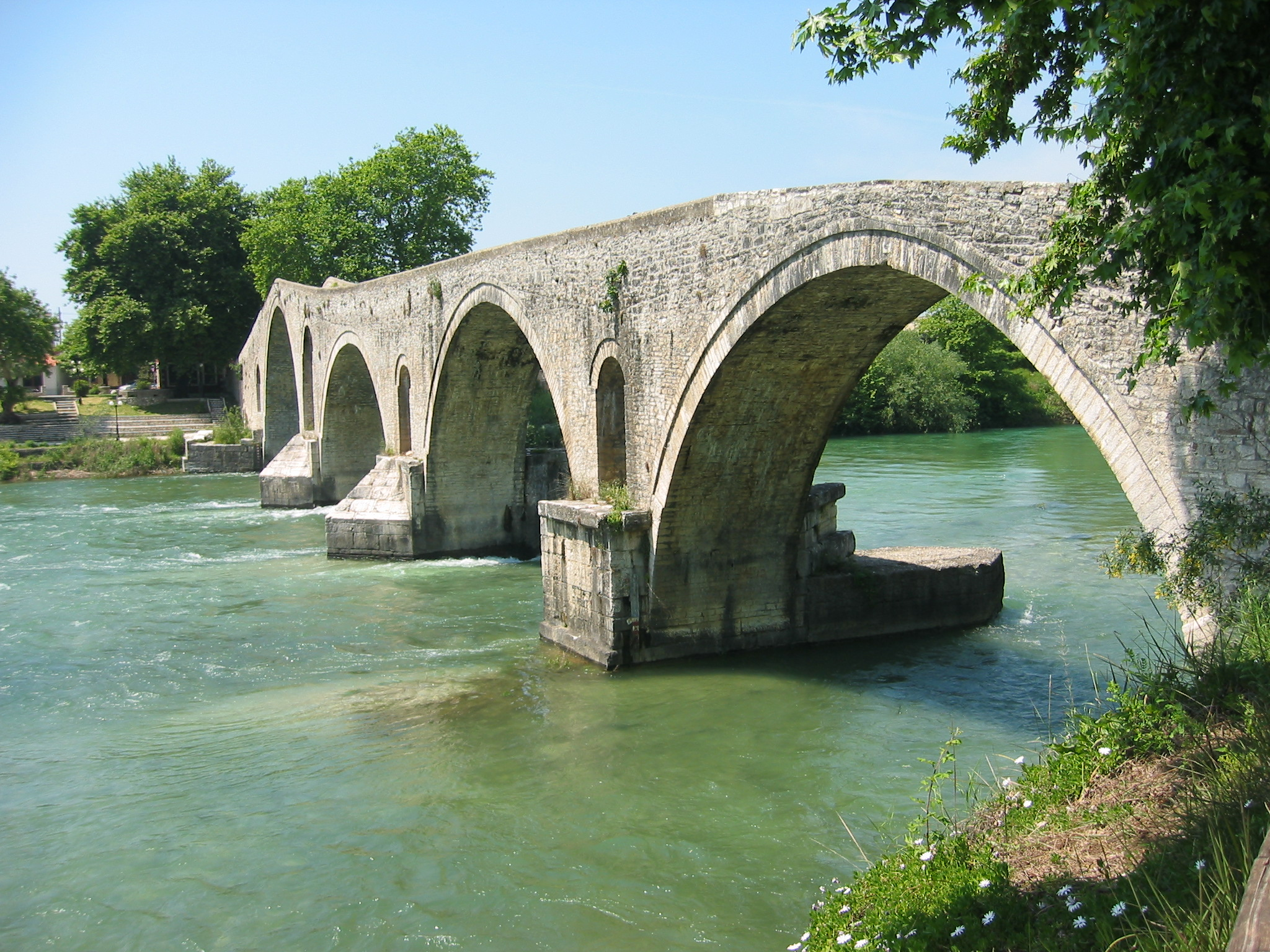
vista del ponte.

un edifizio fondavano, d'Arta il ponte:
Tutto il dì lo fabbricavano, e da sera è rovina.
Piangono i maestri piangono i garzoni:
"Ahimè le fatiche nostre! Peccato i nostri lavori! 
Per tutto il dì fabbrichiamo e da sera è rovina!"»
(Il ponte di Arta)
Secondo la ballata popolare ogni giorno 1.300 costruttori, 60 apprendisti, 45 artigiani e muratori, sotto la guida del capomastro, cercava di costruire un ponte le cui fondamenta crollavano ogni mattina. Infine, un uccello con una voce umana informò il capomastro che per far rimanere il ponte in piedi, egli doveva sacrificare la sua stessa moglie. La moglie viene uccisa e gettata nella fondamenta della costruzione, da dove comincia a pronunciare maledizioni che si concludono in benedizioni.